# シャーロット (ヴュルテンベルク王妃)
シャーロット・オーガスタ・マティルダ（Charlotte Augusta Matilda, The Princess Royal, 1766年9月29日 - 1828年10月5日）は、ヴュルテンベルク王フリードリヒ1世の王妃。ドイツ語名ではシャルロッテ・アウグスタ・マティルダ。

## 生涯
イギリス王ジョージ3世と王妃シャーロットの長女として、バッキンガム宮殿で生まれた。1789年6月22日に王の長女の称号プリンセス・ロイヤルを授けられた。
1797年5月18日、ヴュルテンベルク公国のフリードリヒ公子とセント・ジェームズ宮殿で結婚した。夫は最初の妃アウグステ（ジョージ4世妃キャロラインの姉、シャーロットの従姉）との間に2男2女をもうけていた。シャーロットは1798年4月27日に女児を死産した後、子供は生まれなかった。
1800年にナポレオン戦争の煽りでヴュルテンベルクは侵略され、シャーロットとフリードリヒはウィーンへ亡命した。フリードリヒは、自領モンベリアル伯領をフランスに譲渡し、替わりにエルヴァンガーを受け取った。1803年、フリードリヒはヴュルテンベルク選帝侯となった。のち、イギリス王家の介入もあり、ナポレオンの没落後ヴュルテンベルクは王国として復活した。
1816年に夫と死別すると、シャーロットはシュトゥットガルトのルートヴィヒスブルク宮殿に住み、親族の訪問を楽しみに余生を過ごした。1819年には、弟ケント公エドワードの長女アレクサンドリナ・ヴィクトリア（のちのヴィクトリア女王）の代母をつとめた。1827年、浮腫の手術を受けにイギリスへ帰国した。翌年、ルートヴィヒスブルク宮殿で死去した。